# Labeo rouaneti
Labeo rouaneti är en fiskart som beskrevs av Jacques Daget 1962. Labeo rouaneti ingår i släktet Labeo och familjen karpfiskar. IUCN kategoriserar arten globalt som otillräckligt studerad. Inga underarter finns listade i Catalogue of Life.